# Bokō e kaere!
„Bokō e kaere!” (jap. 母校へ帰れ!) – dwudziesty pierwszy singel japońskiego zespołu NMB48, wydany w Japonii 14 sierpnia 2019 roku przez laugh out loud records.
Singel został wydany w czterech edycjach: trzech CD+DVD (Type A, Type B, Type C) oraz „teatralnej” (CD). Osiągnął 1 pozycję w rankingu Oricon i pozostał na liście przez 15 tygodni. Singel zdobył status platynowej płyty.

## Lista utworów
Wszystkie utwory zostały napisane przez Yasushiego Akimoto.

### Type A
| CD | CD                                                                               | CD              | CD              | CD      |
| Nr | Tytuł utworu                                                                     | Kompozycja      | Aranżacja       | Długość |
| -- | -------------------------------------------------------------------------------- | --------------- | --------------- | ------- |
| 1. | „Bokō e kaere!” (jap. 母校へ帰れ!)                                               | Kazuya Nagami   | Kazuya Nagami   | 4:44    |
| 2. | „Boku dake no kimi de ite hoshii” (jap. 僕だけの君でいて欲しい) (wyk. Queentet)  | CHOCOLATE MIX   | CHOCOLATE MIX   | 4:14    |
| 3. | „Gattsuki Girls” (jap. がっつきガールズ) (wyk. Team N)                           | Jin Tsuchihashi | Jin Tsuchihashi | 4:01    |
| 4. | „Bokō e kaere!” (jap. 母校へ帰れ!) (off vocal ver.)                              | Kazuya Nagami   | Kazuya Nagami   | 4:44    |
| 5. | „Boku dake no kimi de ite hoshii” (jap. 僕だけの君でいて欲しい) (off vocal ver.) | CHOCOLATE MIX   | CHOCOLATE MIX   | 4:14    |
| 6. | „Gattsuki Girls” (jap. がっつきガールズ) (off vocal ver.)                        | Jin Tsuchihashi | Jin Tsuchihashi | 4:01    |

| DVD | DVD | DVD     |
| Nr  | Tytuł utworu | Długość |
| --- | --- | ------- |
| 1.  | „Bokō e kaere!” (jap. 母校へ帰れ!) (Music Video)                                                                                            |         |
| 2.  | „Bokō e kaere!” (jap. 母校へ帰れ!) (Music Video Dancing Version)                                                                            |         |
| 3.  | „Boku dake no kimi de ite hoshii” (jap. 僕だけの君でいて欲しい) (Music Video)                                                               |         |
| 4.  | „Gattsuki Girls” (jap. がっつきガールズ) (Music Video)                                                                                      |         |
| 5.  | „[Tokuten] Queentet Spring LIVE 2019 Zepp Namba (2019.4.11) Sono 1” (jap. 【特典】Queentet Spring LIVE 2019 Zepp Namba （2019.4.11） その1) |         |

### Type B
| CD | CD                                                                               | CD                               | CD              | CD      |
| Nr | Tytuł utworu                                                                     | Kompozycja                       | Aranżacja       | Długość |
| -- | -------------------------------------------------------------------------------- | -------------------------------- | --------------- | ------- |
| 1. | „Bokō e kaere!” (jap. 母校へ帰れ!)                                               | Kazuya Nagami                    | Kazuya Nagami   | 4:44    |
| 2. | „Boku dake no kimi de ite hoshii” (jap. 僕だけの君でいて欲しい) (wyk. Queentet)  | CHOCOLATE MIX                    | CHOCOLATE MIX   | 4:14    |
| 3. | „Panpan Papapan” (jap. パンパン パパパン) (wyk. Team M)                          | Tadashi Tsukida, Shūhei Hamasaki | Shūhei Hamasaki | 4:05    |
| 4. | „Bokō e kaere!” (jap. 母校へ帰れ!) (off vocal ver.)                              | Kazuya Nagami                    | Kazuya Nagami   | 4:44    |
| 5. | „Boku dake no kimi de ite hoshii” (jap. 僕だけの君でいて欲しい) (off vocal ver.) | CHOCOLATE MIX                    | CHOCOLATE MIX   | 4:14    |
| 6. | „Panpan Papapan” (jap. パンパン パパパン) (off vocal ver.)                       | Tadashi Tsukida, Shūhei Hamasaki | Shūhei Hamasaki | 4:05    |

| DVD | DVD | DVD     |
| Nr  | Tytuł utworu | Długość |
| --- | --- | ------- |
| 1.  | „Bokō e kaere!” (jap. 母校へ帰れ!) (Music Video)                                                                                            |         |
| 2.  | „Bokō e kaere!” (jap. 母校へ帰れ!) (Music Video Dancing Version)                                                                            |         |
| 3.  | „Boku dake no kimi de ite hoshii” (jap. 僕だけの君でいて欲しい) (Music Video)                                                               |         |
| 4.  | „Panpan Papapan” (jap. パンパン パパパン) (Music Video)                                                                                     |         |
| 5.  | „[Tokuten] Queentet Spring LIVE 2019 Zepp Namba (2019.4.11) Sono 2” (jap. 【特典】Queentet Spring LIVE 2019 Zepp Namba （2019.4.11） その2) |         |

### Type C
| CD | CD                                                                               | CD             | CD             | CD      |
| Nr | Tytuł utworu                                                                     | Kompozycja     | Aranżacja      | Długość |
| -- | -------------------------------------------------------------------------------- | -------------- | -------------- | ------- |
| 1. | „Bokō e kaere!” (jap. 母校へ帰れ!)                                               | Kazuya Nagami  | Kazuya Nagami  | 4:44    |
| 2. | „Boku dake no kimi de ite hoshii” (jap. 僕だけの君でいて欲しい) (wyk. Queentet)  | CHOCOLATE MIX  | CHOCOLATE MIX  | 4:14    |
| 3. | „Jugon wa jugon” (jap. ュゴンはジュゴン) (wyk. Team BII)                         | Yūsuke Itagaki | Yūsuke Itagaki | 4:15    |
| 4. | „Bokō e kaere!” (jap. 母校へ帰れ!) (off vocal ver.)                              | Kazuya Nagami  | Kazuya Nagami  | 4:44    |
| 5. | „Boku dake no kimi de ite hoshii” (jap. 僕だけの君でいて欲しい) (off vocal ver.) | CHOCOLATE MIX  | CHOCOLATE MIX  | 4:14    |
| 6. | „Jugon wa jugon” (jap. ュゴンはジュゴン) (off vocal ver.)                        | Yūsuke Itagaki | Yūsuke Itagaki | 4:15    |

| DVD | DVD | DVD     |
| Nr  | Tytuł utworu                                                                                               | Długość |
| --- | --- | ------- |
| 1.  | „Bokō e kaere!” (jap. 母校へ帰れ!) (Music Video)                                                           |         |
| 2.  | „Bokō e kaere!” (jap. 母校へ帰れ!) (Music Video Dancing Version)                                           |         |
| 3.  | „Boku dake no kimi de ite hoshii” (jap. 僕だけの君でいて欲しい) (Music Video)                              |         |
| 4.  | „Jugon wa jugon” (jap. ュゴンはジュゴン) (Music Video)                                                     |         |
| 5.  | „[Tokuten] Bokō e kaere! (Music Video Making)” (jap. 【特典】母校へ帰れ!（ミュージックビデオ メイキング）) |         |

### Wer. teatralna
| CD | CD                                                                               | CD            | CD             | CD      |
| Nr | Tytuł utworu                                                                     | Kompozycja    | Aranżacja      | Długość |
| -- | -------------------------------------------------------------------------------- | ------------- | -------------- | ------- |
| 1. | „Bokō e kaere!” (jap. 母校へ帰れ!)                                               | Kazuya Nagami | Kazuya Nagami  | 4:44    |
| 2. | „Boku dake no kimi de ite hoshii” (jap. 僕だけの君でいて欲しい) (wyk. Queentet)  | CHOCOLATE MIX | CHOCOLATE MIX  | 4:14    |
| 3. | „Yasashii no inazuma” (jap. やさしさの稲妻) (wyk. Danceable!)                    | Takamitsu Ono | Hiroshi Sasaki |         |
| 4. | „Bokō e kaere!” (jap. 母校へ帰れ!) (off vocal ver.)                              | Kazuya Nagami | Kazuya Nagami  | 4:44    |
| 5. | „Boku dake no kimi de ite hoshii” (jap. 僕だけの君でいて欲しい) (off vocal ver.) | CHOCOLATE MIX | CHOCOLATE MIX  | 4:14    |
| 6. | „Yasashii no inazuma” (jap. やさしさの稲妻) (off vocal ver.)                     | Takamitsu Ono | Hiroshi Sasaki |         |

## Skład zespołu
| „Bokō e kaere!” |
| --- |
| - Team N: Yūri Ōta, Chihiro Kawakami, Airi Tanigawa, Sae Murase, Akari Yoshida - Team M: Nagisa Shibuya, Miru Shiroma (środek), Momone Yasuda - Team BII: Yuki Azuma, Cocona Umeyama, Yūka Katō, Karin Kojima, Keito Shiotsuki, Rei Jōnishi, Ayaka Yamamoto, Mikana Yamamoto - Kenkyūsei: Riona Ōta, Haasa Minami |

| „Boku dake no kimi de ite hoshii”                                      |
| ---------------------------------------------------------------------- |
| - Team N: Yūri Ōta, Sae Murase, Akari Yoshida - Team M: Nagisa Shibuya |

| „Gattsuki Girls” |
| --- |
| - Team N: Yūmi Ishida, Yūri Ōta (środek), Mai Ōdan, Chihiro Kawakami, Nanaho Kawano, Rika Shimizu, Sara Takei, Airi Tanigawa, Rurina Nishizawa, Sae Murase, Ayaka Morita, Akari Yoshida |

| „Panpan Papapan” |
| --- |
| - Team M: Natsuko Akashi, Akari Ishizuka, Anna Ijiri, Mizuki Uno, Rena Kawakami, Narumi Koga, Rina Kushiro, Shion Hori, Nagisa Shibuya, Miru Shiroma (środek), Shiori Mizuta, Momone Yasuda, Rina Yamao |

| „Jugon wa jugon” |
| --- |
| - Team BII: Yuki Azuma, Cocona Umeyama, Yūka Katō, Karin Kojima, Yuzuha Hongō, Keito Shiotsuki, Rei Jōnishi, Mion Nakagawa, Suzu Yamada, Ayaka Yamamoto (środek), Mikana Yamamoto |

| „Yasashii no inazuma”                                                                                           |
| --- |
| - Team N: Yūmi Ishida, Chihiro Kawakami, Nanaho Kawano - Team BII: Yuki Azuma, Yūka Katō (środek), Karin Kojima |

## Notowania
| Lista                             | Pozycja |
| --------------------------------- | ------- |
| Oricon Weekly Singles Chart       | 1       |
| Oricon Yearly Singles Chart       | 23      |
| Billboard Japan Hot 100           | 1       |
| Billboard Japan Top Singles Sales | 1       |

## Sprzedaż
| Dane wg         | Sprzedaż |
| --------------- | -------- |
| Oricon          | 284 977  |
| Billboard Japan | 344 109+ |